# Assia Zouhair
Assia Zouhair (en arabe : آسية زهير), née le 30 avril 1991 à Rabat (Maroc), est une footballeuse internationale marocaine évoluant au poste de gardienne de but.

## Carrière en club
Assia Zouhair fait ses débuts à Yacoub El Mansour, un des clubs de Rabat puis rejoint en 2005 l'AS FAR où elle est formée et passe toutes ses classes jusqu'en 2012. Après cette formation au sein du club militaire avec lequel elle parvient à accéder à la première division en 2009, elle rejoint le Chabab Atlas Khénifra avec lequel elle évolue trois saisons et remporte la Coupe du Trône. Elle joue ensuite pour le Wydad AC puis une saison au Raja CA, et débarque au CM Laâyoune en 2017. La gardienne connait ensuite une courte expérience à l'étranger en Turquie au club de Konak Belediyespor pendant une période de six mois avant de retourner au Chabab Atlas Khénifra avec lequel elle atteint la finale de la Coupe du Trône en 2019 puis de s'engager avec le Chabab Mohammédia lors de l'intersaison 2021.

## Carrière internationale

### Équipe du Maroc
Assia Zouhair compte à son actif plusieurs sélections en équipe nationale marocaine. Elle est souvent la gardienne remplaçante de Khadija Er-Rmichi.

#### Tournoi COTIF de l'Alcudia 2017
En août 2017, Assia Zouhair est sélectionnée par Karim Bencherifa pour disputer le tournoi COTIF à L'Alcúdia (Espagne). Durant ce tournoi qui a lieu du 4 au 11 août, le Maroc affronte des clubs espagnols et français. Les « Lionnes de l'Atlas » s'inclinent face à Levante (2-1), s'imposent contre Albi (5-1), perdent contre Atlético de Madrid (1-0) et gagnent contre Valence FC (1-0). Assia Zouhair participe aux victoires contre Albi et Valence.

#### Tournoi COTIF de l'Alcudia 2018
Après l'édition de 2017, le Maroc est de nouveau invité à disputer le tournoi COTIF qui se déroule du 1er au 8 août 2018. Durant cette édition, les Marocaines s'inclinent une seule fois, contre Madrid CFF (1-0), et remportent une seule rencontre, face à l'Inde (5-1). Les deux autres matchs, face à Levante et Albacete se terminent sur un match nul (2-2, les deux). Assia Zouhair ne participe qu'au dernier match contre Albacete.

#### Coupe d'Afrique des nations 2022: Parcours historique
Assia Zouhair fait partie des 26 joueuses sélectionnées par Reynald Pedros pour disputer la CAN 2022 au Maroc. Bien que dans le groupe, elle ne joue aucun match de la compétition qui voit sa sélection se qualifier pour la Coupe du monde 2023 et atteindre la finale.

#### Coupe du monde 2023: Exploits des Marocaines
Assia Zouhair est convoquée par Pedros en novembre 2022 pour prendre part à un match amical contre l'Irlande à Marbella. Titulaire, le Maroc s'incline sur le score de 4-0.
Elle prend part au stage suivant qui a lieu en février à Antalya (Turquie) où la sélection affronte la Slovaquie et la Bosnie-Herzégovine. Cependant, elle ne fait pas d'entrée en jeu lors dudit stage.
Assia Zouhair fait partie dans un premier temps des 28 joueuses présélectionnées par Reynald Pedros pour disputer la Coupe du monde 2023 organisée en Australie et Nouvelle-Zélande. Après le stage effectué en Autriche, Zouhair est sélectionnée dans la liste finale des 23 joueuses retenues pour défendre les couleurs marocaines au Mondial. 
Après avoir mal débuté contre l'Allemagne (défaite 6-0), le Maroc parvient à remporter une première victoire, contre la Corée du Sud (1-0), puis une deuxième, contre la Colombie (1-0) et réussit à se qualifier pour les huitièmes de finale pour sa première participation, et ce grâce au nul de l'Allemagne contre la Corée. Le parcours des Marocaines prend fin contre les Françaises (4-0). Bien que dans le groupe, Assia Zouhair ne fait pas d'apparitions durant le tournoi.

## Statistiques
Le tableau suivant liste les rencontres de l'équipe du Maroc auxquelles a participé Assia Zouhair :

## Palmarès

### En club
Chabab Atlas Khénifra (1)
- Coupe du Trône (1)
  - Vainqueur : 2011-12
  - Finaliste : 2014 et 2018-19
- Championnat du Maroc
  - Vice-championne : 2013-14

 Club municipal de Laâyoune 
- Coupe du Trône
  - Finaliste : 2017-18

### En sélection
Équipe du Maroc
- Tournoi UNAF
  -  Vainqueur : 2020

- Coupe Aisha Buhari
  - 2e place : 2021

- Tournoi international de Malte
  - Vainqueur : 2022[28]

- Coupe d'Afrique des nations
  -  Finaliste : 2022